# 人口静態統計
人口静態統計（じんこうせいたいとうけい、英: census statistics）とはある特定時点の瞬間的断面における人口の統計。日本における人口静態統計は5年ごとに行われる国勢調査によって得られる。また、1920年の第1回国勢調査実施以前は、内閣統計局が人口静態統計を公表していた（1898年、1903年、1908年、1913年、1918年）。